# Малая Крымза
Ма́лая Кры́мза, в верховьях Гремячий Ключ — ручей в Европейской части России, протекающий по Сызранскому району Самарской области. Длина ручья — 11 км. Площадь водосборного бассейна — 54,2 км².
Начинается в лесном массиве. Направление течения — юго-восточное. Протекает через населённый пункт Жемковка. Впадает в Крымзу справа на высоте 110,6 м над уровнем моря в 34 км от устья.

## Данные водного реестра
По данным государственного водного реестра России относится к Нижневолжскому бассейновому округу, водохозяйственный участок реки — Сызранка от истока до г. Сызрань (выше города). Речной бассейн реки — Волга от верхнего Куйбышевского водохранилища до впадения в Каспий.
Код объекта в государственном водном реестре — 11010001312212100009193.